# Eighth Wonder
Eighth Wonder was een Engelse popband, opgericht in 1983 in Londen, oorspronkelijk bestaande uit zangeres/model/actrice Patsy Kensit, haar broer Jamie Kensit, Steve Grantley, Geoff Beauchamp, Nigel Davis, Jake Walters en Lawrence Lewis. De band beleefde haar eerste grote succes in Japan en Italië tussen 1985 en 1987, voordat ze in 1988 eindelijk doorbrak in het Verenigd Koninkrijk en de rest van Europa, dankzij hun hit "I'm Not Scared".

## Biografie

### Vroege jaren
De oorsprong van Eighth Wonder ligt bij een band genaamd Spice. In 1983 auditioneerde Jamie Kensit zijn zus Patsy Kensit, die toen 15 jaar oud was, voor de vacante positie van leadzangeres in zijn nieuwe band. De line-up bestond uit haar als zangeres, Jamie Kensit en Geoff Beauchamp op gitaar, Lawrence Lewis op bas, Jake Walters op drums en Nigel Davis op percussie. Spice maakte zijn live-debuut in de herfst van 1983, en speelde het volgende jaar verder, hopend op aandacht van platenlabels.
In de late zomer van 1984 verliet Davis de band om de band Slipstream te starten, en toetsenist Alex Godson voegde zich bij de overgebleven leden. Ze hernoemden zichzelf tot Eighth Wonder en Patsy Kensit begon nummers voor de band te schrijven. Hun eerste optreden als Eighth Wonder was in november 1984 in Wimbledon, Londen, gevolgd door verdere optredens, waaronder op Queen Elizabeth College in Kensington. Het was tijdens een van deze optredens dat Stephen Woolley, mede-eigenaar van Palace Films, en regisseur Julien Temple Patsy Kensit de rol aanboden van Crepe Suzette in hun film-musical Absolute Beginners uit 1986. Eighth Wonder droeg een nummer bij aan de soundtrack.

### Succes in Japan en Italië
In april 1985 werd Eighth Wonder getekend door CBS Records en begonnen ze op te nemen in Londen, terwijl Patsy Kensit het filmen van Absolute Beginners voltooide. In oktober 1985, na de voltooiing van de film, werd Eighth Wonder's eerste single "Stay With Me" uitgebracht, die succes boekte in Japan, waar het de nummer 1 positie bereikte, en in Italië, waar het begin 1986 de nummer 4 positie bereikte. Het haalde slechts nummer 65 in de UK Singles Chart. Kort daarna verlieten Lewis en Walters de band. De band begon toen drumcomputers en synthesizers te gebruiken voor hun basgeluiden.
In augustus 1986 reisden ze naar Los Angeles om nieuwe nummers voor hun debuutalbum Fearless op te nemen. Daar werkten ze samen met producer Mike Chapman, die vooral bekend is door zijn werk met Blondie. Ze werden ook benaderd door verschillende songwriters, waaronder Dave Stewart van Eurythmics (hoewel het nummer uiteindelijk niet werd gebruikt) en Billy Steinberg en Tom Kelly, schrijvers van vele hitsingles zoals Cyndi Lauper's "True Colors", Whitney Houston's "So Emotional" en Madonna's "Like a Virgin".
In februari 1987 werd een van de door Chapman geproduceerde nummers, "Will You Remember", in het Verenigd Koninkrijk uitgebracht, maar bereikte slechts nummer 83, hoewel het in Italië de Top 10 bereikte, na een gedenkwaardig optreden op het Sanremo Music Festival, waarbij een garderobefout ervoor zorgde dat Patsy live op tv een van haar tepels onthulde. In Japan behaalde de band opnieuw een nummer 1 hit met een ander Chapman-productie, "When The Phone Stops Ringing", geschreven door Holly Knight en Bernie Taupin. Het nummer was ook een Top 30-hit in Italië. "Will You Remember" werd met succes als opvolger uitgebracht in Japan. Dit werd gevolgd door Brilliant Dreams, een Japanse exclusieve mini-album met de singles en b-kanten.

### Succes in het Verenigd Koninkrijk
Tijdens de afronding van hun eerste album onderging de band opnieuw een line-up wijziging, waarbij Godson werd vervangen door drummer Steve Grantley. Ze werkten samen met geluidstechnicus, mixer en producer Pete Hammond, met uitzondering van één nummer, "I'm Not Scared", dat werd mede-geproduceerd en geschreven door de Pet Shop Boys en Phil Harding. Dit nummer werd gekozen als de volgende single voor release in Europa en werd enthousiast ontvangen door de media en het publiek. "I'm Not Scared" werd een Top 10 hit in bijna elk land in Europa, met een nummer 1 positie in Italië, nummer 2 in Zwitserland en Portugal, nummer 3 in Spanje, nummer 4 in Griekenland, nummer 5 in Duitsland, nummer 7 in het Verenigd Koninkrijk, nummer 8 in Frankrijk en nummer 20 in Oostenrijk. De Pet Shop Boys maakten hun eigen versie van het nummer voor hun album Introspective.
In mei 1988 werd een andere single, "Cross My Heart", uitgebracht, die bijna net zo succesvol was als "I'm Not Scared" (nummer 6 in Zwitserland, nummer 10 in Italië, nummer 13 in het Verenigd Koninkrijk, en Frankrijk, en nummer 56 in de Verenigde Staten - waar het hun enige Top 75-hit zou zijn).
Het album Fearless van Eighth Wonder werd in juli 1988 uitgebracht en had tegen oktober bijna 500.000 verkopen wereldwijd.
De opvolgende single "Baby Baby" bereikte echter slechts nummer 65 in de UK Singles Chart en zou hun laatste hit in Italië zijn, met een piek op nummer 13. Ze hadden nog één hit in Japan met "Use Me" in 1989[citaat nodig], waarna de band uit elkaar ging en Patsy Kensit zich ging richten op haar huwelijk en acteer carrière. In 1988 coverde de Hongkongse zangeres Elvina Kong "Baby Baby" in het Kantonees.